# Vlkův mlýn (Čejov)
Vlkův mlýn (Závršský) v Čejově v okrese Pelhřimov je bývalý vodní mlýn, který stojí na Pstružném potoce v místní části Hadina pod Závršským rybníkem. V letech 1958–1966 byl chráněn jako nemovitá kulturní památka České republiky.

## Historie
Mlýn je doložen matrikami v roce 1689. V Seznamu vodních děl republiky Československé z roku 1932 je uveden mlýn s pilou a šindelkou.

## Popis
Jednalo se o výrazně přestavěnou přízemní budovu z lomového zdiva, která měla dochované původní technické zařízení.
Mlýn měl dvě mlýnská složení, 4 stoupy na kroupy a pilu naproti mlýnu. Mlýnské stroje byly hnány třemi vodními koly na vrchní vodu (horní kolo: průměr 3,84 m, šířka 0,65 m; střední kolo: průměr 3,84 m, šířka 0,58 m; dolní kolo na stupník: průměr 2,5 m, šířka 0,56 m). Vodní kolo pily mělo průměr 3,65 m a šířku 0,72 m a bylo také na vrchní vodu.
Voda na vodní kolo vedla od rybníka přes stavidlo a odtokovým kanálem se vracela do potoka. Podle protokolu a výměru z června 1891: „Mlýn čp. 81 s pilou leží pod hrází Zvršského rybníka, z něhož dostává vodu potřebnou ku hnaní mlýna. Majitel mlýna je povinen platit velkostatku Heráleckému nájem za využívání rybníka okolo 40 zl. ročně.“.